# Kartlis Deda
La Kartlis Deda ("madre dei Kartli"; in georgiano ქართლის დედა?) è una statua colossale di Tbilisi, capitale della Georgia.

## Descrizione
La statua, alta 20 metri e realizzata in alluminio, raffigura una donna vestita con gli abiti nazionali georgiani che regge nella mano sinistra una coppa di vino e in quella destra una spada: la coppa di vino è per accogliere chi entra nella città da amico, la spada e per difendersi da chi vi entra da nemico.

## Storia
L'opera fu realizzata nel 1958 dallo scultore georgiano Elguja Amashuk'eli per celebrare i 1500 anni dalla fondazione della città e venne posta sulla sommità della collina Sololaki. Nel 1966, Elguja Amashuk'eli ricevette il premio statale Šota Rustaveli per questa scultura.